# 鴨居知世
鴨居 知世（かもい ともよ）は、日本の女性アニメーター、作画監督。

## 来歴
京都アニメーション出身。『境界の彼方』の小説イラストを担当、同じ作品をテレビアニメのキャラクター原案も務めた。
『たまこまーけっと』の原画作業を後に京都アニメーションを退社、現在はフリーランスになる。以降は同じ京都アニメーション出身のアニメーターが参加する作品等に顔を出している。

## 参加作品

### テレビアニメ
2007年
- CLANNAD -クラナド-（原画（3話・7話・12話・17話・22話・番外編）、動画（1話））

2008年
- CLANNAD 〜AFTER STORY〜（原画（4話・6話・11話・16話・18話・番外編・総集編））

2009年
- 涼宮ハルヒの憂鬱（2009年版、原画（1話・4話・10話・13話））
- けいおん!（原画（OP・10話））

2010年
- けいおん!!（原画（OP1・OP2・4話・10話・16話・22話・24話・番外編1・番外編2・番外編3））

2011年
- 日常（原画（OP1・OP2・ED2・2話）、作画監督（13話・23話）、作画監督補佐（11話））

2012年
- 氷菓（原画（OP1・ED2・5話・6話・11.5話）、作画監督（20話））
- 中二病でも恋がしたい！（作画監督（8話西屋太志と共同））

2013年
- たまこまーけっと（原画（1・2・8話））
- 境界の彼方（キャラクター原案）

2014年
- 銀の匙 Silver Spoon（第2期）（原画（OP・3・6話））
- キルラキル（第二原画（23話））
- 黒執事 Book of Circus（原画（4話））

2015年
- ALDNOAH ZERO（第2クール）（原画（OP・17話））
- デュラララ!!×2 承（作画監督（1・3話共同）、原画（2話）、第二原画（4話））

2016年
- 91days（ED作画）
- 夏目友人帳 伍（原画（1話））

2020年
- 宝石商リチャード氏の謎鑑定（総作画監督（3話））

2022年
- 王様ランキング（作画監督（15話）、総作画監督（15話））

2023年
- 文豪ストレイドッグス（絵コンテ（56話））

2024年
- ぶっちぎり?!（絵コンテ（7話）・ED演出）

### 劇場アニメ
2009年
- 天上人とアクト人 最後の戦い（原画）

2011年
- 映画 けいおん!（原画、作画監督補佐（共同））

2018年
- 劇場版 夏目友人帳 〜うつせみに結ぶ〜（原画）

### OVA
2008年
- らき☆すたOVA（オリジナルなビジュアルとアニメーション）（原画）

2011年
- 日常 『日常の0話』（原画）

2014年
- TERRAFORMARS バグズ2号編 前編 「00-01 THE ENCOUNTER 既知との遭遇」（作画監督（共同））　

2025年
- SK∞ エスケーエイト EXTRA PART（絵コンテ・演出）

### その他
2012年
- 境界の彼方（小説イラスト、著：鳥居なごむ、KAエスマ文庫）
- 京都アニメーションCF「メガネ編」（キャラクターデザイン、作画監督）